# Augusta Munktell
Christina Augusta Munktell, född Eggertz 1818, död 1889, var en svensk brukspatron. Hon var direktör för Grycksbo bruk mellan 1861 och 1887.

## Biografi
Augusta Munktell var dotter till Hans Peter Eggertz och Christina Charlotta Uttermarck, gifte sig 1836 med Henrik Munktell (1804–1861) och blev mor till Henrik Munktell (1841–1906), Helena Munktell, Emma Sparre och Amalia Hjelm.
Efter makens död 1861 övertog hon Grycksbo bruk. Hon flyttade hela familjen till Stockholm, varifrån hon skötte affärerna. Man utövade mycket musik i stockholmska hemmet och gav soaréer enligt tidens sed. Hon skötte affärerna från Stockholm, men flyttade med familjen till Grycksbo under somrarna, där musiklivet fortsatte som under makens dagar.
Augusta Munktell överlät i ett gåvobrev 1887 bruket på arvingarna. Det övertogs av hennes son Henrik Munktell (1841–1906).